# ناتاشا هاستنغز
ناتاشا مونيك هاستنغز (بالإنجليزية: Natasha Monique Hastings) هي عدائة مسافات قصيرة أمريكية ولدت في يوم 23 يوليو 1986 في مدينة نيويورك في الولايات المتحدة، إختصت في سباقات 400 متر وأبرز إنجازاتها كان فوزها بالميدالية الذهبية الأولمبية مرتين  أولهما في دورة الألعاب الأولمبية الصيفية 2008 في بكين وفي الألعاب الأولمبية الصيفية 2016 في ريو دي جانيرو في سباق 4×400 متر، كما فازت 5 ميداليات ذهبية مع الفريق الأمريكي في بطولات العالم وفازت بفضية واحدة.

## روابط خارجية
- ناتاشا هاستنغز على موقع الاتحاد الدولي لألعاب القوى (الإنجليزية)
- ناتاشا هاستنغز على موقع الاتحاد الأمريكي لسباقات المضمار والميدان (الإنجليزية)
- ناتاشا هاستنغز على موقع الاتحاد الأمريكي لسباقات المضمار والميدان (الإنجليزية)
- ناتاشا هاستنغز على موقع الدوري الماسي (الإنجليزية)
- ناتاشا هاستنغز على موقع TFRRS.org (الإنجليزية)
- ناتاشا هاستنغز على موقع أوليمبيديا (الإنجليزية)
- ناتاشا هاستنغز على موقع اللجنة الأولمبية والبارالمبية الأمريكية (الإنجليزية)